# Laringoscopio
Il  laringoscopio  è un dispositivo medico grazie al quale è possibile ottenere la visuale della glottide e quindi delle corde vocali in laringoscopia diretta, ad esempio per eseguire l'intubazione (che essendo una procedura altamente irritativa e dolorosa deve essere effettuata in anestesia generale e/o con ampia anestesia locale delle strutture coinvolte).

## Storia
Si conosce l'inventore di tale strumento, che fu il primo a utilizzarlo: Manuel Patricio Rodríguez García nel 1854, sebbene tale affermazione non sia priva di contestazioni in quanto alcuni indicano Benjamin Guy Babington come inventore dello strumento.

## Caratteristiche e tipologie
Esistono molti tipi di laringoscopi, che differiscono per modalità d'uso; essi constano di due parti, l'impugnatura, al cui interno vi sono due batterie e la lama, che è la parte che penetra nella bocca e grazie a una piccola luce rende visibile l'interno della laringe.
- Lama Miller o retta: con la lama si carica l'epiglottide rendendo così visibile l'adito laringeo.
- Lama Macintosh: si posiziona la lama nella vallecula ariepiglottica e si procede al caricamento delle strutture, provoca il sollevamento dell'epiglottide permettendo quindi la visione dell'adito laringeo.
- Lama McCoy: Simile alla Macintosh, ma con la possibilità di sollevare maggiormente e a piacimento l'epiglottide.

Sono stati sviluppati diversi altri tipi di lame da laringoscopio (ad esempio la lama Mc Coy) che permettono di superare difficoltà di intubazione presenti nella laringoscopia diretta, o dispositivi più particolari quali il videolaringoscopio, il Glidescope e l'Airtraq.

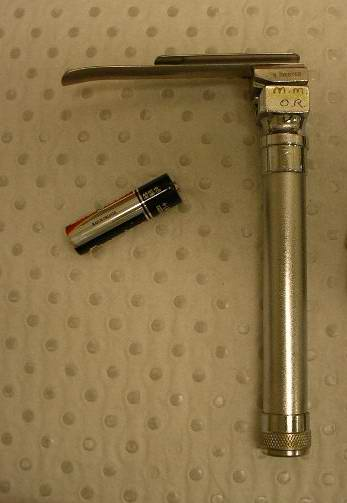
Laringoscopio a lama Miller (retta).
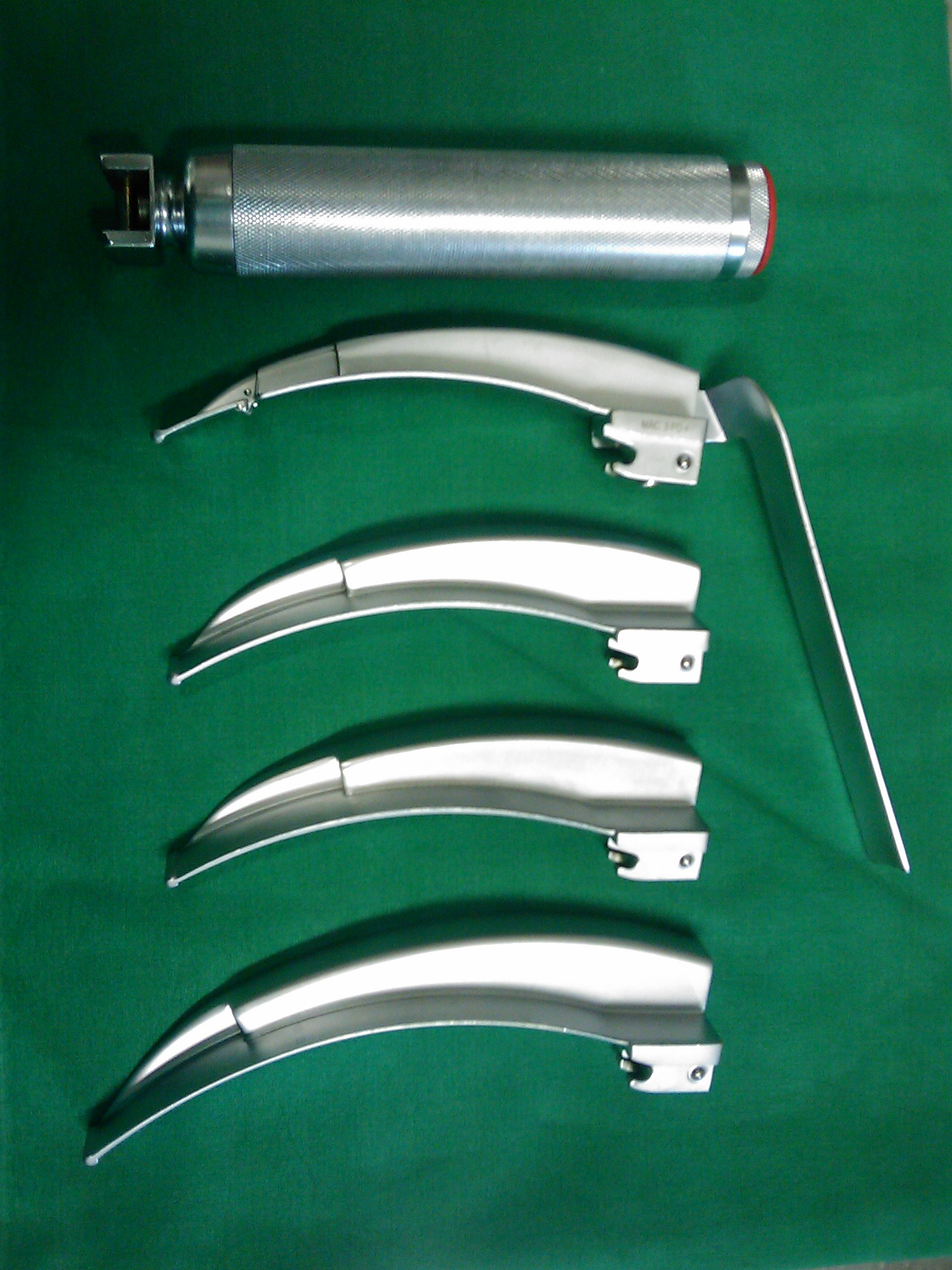
Laringoscopio con una lama McCoy e alcune lame Macintosh (curve).